# CiteSeer
CiteSeer es un motor de búsqueda público y biblioteca digital enfocado en publicaciones académicas y científicas. 

## Origen
Fue creado por los investigadores Steve Lawrence, Kurt Bollacker and Lee Giles mientras hacían parte del NEC Research Institute (ahora conocido como NEC Labs), Princeton, New Jersey, USA. El nombre es un juego de palabras. Proviene de la palabra inglesa 'sightseer', turista en Español, y es aquella persona que mira los sitios de interés. En ese sentido 'cite seer' sería un investigador quien mira o analiza los documentos citados.

## Objetivos
La meta de CiteSeer eran la búsqueda y captura activa de documentos académicos y científicos en el WEB para ser indexados usando el método autónomo de análisis de citas; y así permitir las búsquedas por cita o por la clasificación de los documentos basado en el análisis de citas. El sitio es alojado en el Colegio de Ciencias de la Información y Tecnología de la Universidad Estatal de Pensilvania y almacena más de 700,000 documentos la mayoría de estos relacionados con los campos de la computación, ciencias de la computación e ingeniería.
CiteSeer provee de forma gratuita metadatos de todos los documentos indexados usando el estándar definido por Open Archive Initiative. Adicionalmente, ofrece enlaces, cuando es posible, a otras fuentes de metadatos como lo son DBLP y el portal de la ACM.
El principal objetivo de CiteSeer es mejorar la difusión y el acceso a literatura académica y científica. Es un servicio sin ánimo de lucro que puede ser libremente utilizado por cualquier persona y ha sido considerado como parte del movimiento de acceso libre que pretende cambiar publicación científica de forma que más personas tengan acceso a este tipo de literatura.
Debido a algunos problemas en su diseño inicial CiteSeer no ha tenido una mayor actualización desde el 2005. Sin embargo, el sistema contiene un ejemplo representativo de documentos de investigación en computación y ciencias de la computación. 
La cobertura de CiteSeer es limitada debido a que el sistema solo tienen acceso a los documentos que están libremente disponibles en la Web, usualmente, en la página de inicio de alguno de los autores. Comparaciones de referencias bibliográficas entre DBLP y CiteSeer son difíciles de realizar ya que la bibliografía en DBLP es añadida de forma manual. A manera de ejemplo, considere las referencias en DBLP para dos autores bien conocidos como Alex Pentland (MIT) y Ramesh Jain (UCI). DBLP muestra un número regular de publicaciones (~9) para cada año. Mientras CiteSeer tiene únicamente una de sus publicaciones después del 2000, DBLP no tiene ninguna de sus publicaciones actuales sino un enlace a dichas publicaciones alojadas en los sitios web de los editores.
Una versión mucho más actualizada de CiteSeer puede ser encontrada en el sitio web the Next Generation CiteSeer (CiteSeerx), por su nombre en Inglés. Es importante resaltar que motores como CiteSeer únicamente obtienen documentos de sitios web públicos y no rastrean los sitios de los editores. De esta forma documentos de autores que están libremente disponibles en el web tienen una mayor oportunidad de ser almacenados en el índice.

## Desarrollos recientes

### Otros motores basados en CiteSeer
El modelo implementado por CiteSeer ha sido extendido para cubrir documentos académicos en negocios con SmealSearch y en negocios-e con eBizSearch. Sin embargo, estos repositorios no han sido mantenidos por sus patrocinadores. Una versión antigua de ambos puede ser encontrada en BizSeer. IST. Para ofrecer tanto un acceso más amplio como un mejor desempeño se crearon servidores espejo de CiteSeer en universidades como Instituto Tecnológico de Massachusetts, La universidad de Zúrich, la Universidad Nacional de Singapur. Sin embargo, los servidores espejos han sido difíciles de mantener.

### CiteSeerx: La siguiente generación de CiteSeer
El proyecto The Next Generation CiteSeer project (por su nombre en Inglés), CiteSeerx, financiado por National Science Foundation y Microsoft Research, mejora CiteSeer tanto como motor de búsqueda como biblioteca digital. Un ejemplo de esto es la noción de "contribución" a los reconocimientos, adicionalmente a las citas, lo que hará de CiteSeer el primer índice de reconocimientos generado automáticamente. Una versión beta está disponible en el sitio web de CiteSeer.
CiteSeerx está actualmente disponible en versión alpha  contando actualmente con más de un millón de documentos indexados.